# Ланошенка
Ланошенка — река в Маловишерском районе Новгородской области, правый приток реки Хуба. Принадлежит бассейну Балтийского моря. Протяжённость — около 52 км, площадь бассейна — 289 км².
Берёт начало в ненаселённой местности в небольшом болотном озере Осиновом. В деревне Дворищи справа впадает в Хубу (в 11 км от устья). Общее направление течения реки Ланошенка в верховье на юго-запад, в среднем течении река направлена на юг, в низовье течёт на юго-запад.
На берегах Ланошенки расположено шесть населённых пунктов (от истока к устью): Дора, Сюйска, Красное, Каменка, Большое Лановщино, Дворищи.
Наиболее заметный приток — речка Чёрная (левый).
В деревне Сюйска река пересекается железнодорожной линией Санкт-Петербург—Москва Октябрьской железной дороги. Там же проходит автодорога Р-53 «Спасская Полисть — Малая Вишера — Любытино».
К устью реки можно добраться сначала ж/д транспортом по ветке «Санкт-Петербург — Москва» до станции Бурга (Маловишерский р-н, Новгородской обл.), затем автотранспортом 12 км до деревни Дворищи.